# Рідні поля
«Рідні поля» — радянський чорно-білий художній фільм, поставлений на кіностудії «Мосфільм» в 1944 році режисерами Борисом Бабочкіним і Анатолієм Босулаєвим за сценарієм Михайла Папави. Присвячений життю радянського села в роки Німецько-радянської війни. Прем'єра фільму відбулася 7 лютого 1945 року.

## Сюжет
Дія фільму розгортається в селі Биківка. Багато її жителів пішли на фронт, звідки приходять повідомлення про загибель одного, то іншого односельця. Роботу місцевого колгоспу імені Олександра Пушкіна організовує голова Іван Виборнов (Борис Бабочкін), герой громадянської війни, комуніст. Він мріє піти на фронт, але його завдання — робота в тилу. Йому належить приймати біженців з вже зайнятих німцями територій, забезпечувати фронт хлібом і обмундируванням. Серед селянок, що втекли із-під Смоленська — Дуня (Ольга Вікландт), яка закохується в голову колгоспу. Молоді чоловіки-колгоспники залишають село, вони призвані до лав Червоної Армії, яка потребує бійців, щоб зупинити німців, що рвуться до Москви. Іде воювати і останній одноосібник села — Семен Хвалін (Віктор Кольцов), довіривши турботу про свою родину колгоспу. А тяготи сільської роботи лягають на плечі жінок, старих і дітей. Наполегливою працею вони не тільки вчасно засівають свої поля, але й допомагають сусіднім господарствам. Коли посіви закінчені, приходить звістка про загибель рідного сина голови. У цих обставинах Івану Виборнову дозволяють вирушити мстити ворогові. У Биківці залишається чекати його повернення Дуня.

## У ролях
- Борис Бабочкін —  Виборнов
- Василь Ванін —  дід Мошкін
- Ольга Вікландт —  Дуня
- Ніна Нікітіна —  Тютькова
- Анастасія Зуєва —  Лісочка бугорная
- Єлизавета Кузюріна —  Манефа
- Ніна Зорська —  Женя
- Володимир Балихін —  дід Букін
- Марія Томкевич —  Медведєва
- Віктор Кольцов —  Семен Хвалін
- Марина Гаврилко —  Хваліна
- Марія Виноградова —  Кланька
- Віктор Ключарьов —  Семен Косий
- Микола Парфьонов — новий голова колгоспу
- Анатолій Єлісєєв —  Ванюшка
- Марія Волкова — епізод
- Анастастія Кожевникова — епізод
- А. Григор'єв — епізод
- М. Карпов — епізод
- Володимир Колчин — епізод
- Володимир Уральський — епізод
- Віра Орлова — епізод
- Микола Сергєєв — епізод
- А. Скворцова — епізод
- Олексій Темерін — епізод
- Олена Тяпкіна — епізод
- Олена Ануфрієва — епізод

## Знімальна група
- Автор сценарію — Михайло Папава
- Режисери-постановники — Борис Бабочкін, Анатолій Босулаєв
- Головний оператор — Олександр Сігаєв
- Художники — Євген Куманьков, Євген Свідєтєлєв
- Композитор — Микола Крюков
- Звукооператор — Микола Тімарцев
- Другий режисер — А. Оленін
- Оператор — Тимофій Лебешев
- Директор картини — Н. Сліозберг
- Хор під керуванням Анатолія Тихомирова